# The Secluded (Album)
The Secluded ist das Debütalbum der gleichnamigen Band.

## Entstehungsgeschichte
Die Band führte die Aufnahmen in Eigenregie durch und arbeitete bei Produktion und Mischung mit den Düsseldorfer rock or die studios zusammen. The Secluded erschien 2014 auf dem Berliner Label Motor Music und wird dem Genre New Prog zugerechnet.
Das Album ist das Debüt der Frankfurter Band.

## Artwork
Die in Edinburgh ansässige Künstlerin Astrid Jaekel entwarf das komplette Artwork des Albums. Dabei gewährte ihr die Band die volle künstlerische Freiheit mit der einzigen Vorgabe, sich von der Musik inspirieren zu lassen.

## Titelliste
1. Our Town at Night – 3:20
2. Farewell – 3:32
3. To My Brother – 3:46
4. No Guaranty – 3:29
5. You Know – 3:22
6. For a Change – 3:39
7. Take me Back – 5:08
8. Express – 4:05
9. One Shot Not – 3:54
10. This One Night – 4:27
11. Follow – 3:53
12. Zoom Inside – 5:45

## Rezeption
Das Album erhielt überwiegend positive Kritiken. Christoph Höhl vom Musikmagazin SLAM resümiert: "Mutige Gitarren, solider Songaufbau, der perfekt, aber nicht nur von der Stimme getragen wird, und das alles mit großem Können dargeboten." Georg Lommen von der Westzeit erkennt "atemberaubende Melodien" und sieht die Band von "einem unglaublichen Gefühl für Harmonie" geleitet. Stephan Wolf vom Sonic Seducer attestiert der Band die Fähigkeit, "ihren durchweg fokussierten Brot- und Buttersongs jeweils Finals zu bescheren, die vom Spröden aus Wege in die Glückseligkeit aufzeigen." Helmut Blecher von den Plattenladentipps stellt heraus, dass die Band "dem oftmals arg angestaubten Alternative Rock eine Frischzellenkur verpasst" und die Hessen mit der "markanten Stimme von Sänger Miro Kania auf einem guten Weg sind, sich in der deutschen Rockszene [...] einen Namen zu machen."